# 庫魯寧科托
庫魯寧科托（法語：Kourouninkoto），是馬里的城鎮，位於該國西部，由卡伊區的基塔省負責管轄，面積847平方公里，海拔高度267米，每年平均降雨量約350毫米，2009年人口5,335，人口密度每平方公里6.3人。